# Michaela Watkins
Michaela Watkins, född 14 december 1971 i Syracuse, New York, är en amerikansk skådespelare.
Watkins har bland annat medverkat i TV-serierna Trophy Wife och Tiny Beautiful Things. Hon har även medverkat i filmen Paint. Mellan 2008 och 2009 var hon en del av skådespelarensemblen i sketchprogrammet Saturday Night Live.

## Filmografi (i urval)
- 2010 – The Back-Up Plan
- 2011–2015 – New Girl (TV-serie)
- 2012 – Wanderlust
- 2013–2014 – Trophy Wife (TV-serie)
- 2023 – Tiny Beautiful Things (TV-serie)
- 2023 – Paint
- 2024 – The American Society of Magical Negroes